# Russell Wong
Russell Girard Wong (Troy, 1º marzo 1963) è un attore e ballerino statunitense.

## Biografia
Nato a Troy, nello stato di New York, sesto di sette figli, figlio del ristoratore cinese americano William Wong e dell'artista statunitense di origini olandesi Connie Van Yserloo, al divorzio dei genitori si trasferisce in California, stabilendosi nei pressi di Yosemite; nel 1981, Wong si laurea al Mariposa County High School e poco dopo si iscrive al Santa Monica City College; nel frattempo frequenta corsi di danza e arti marziali in particolare Karate e Taekwondo
Prima di diventare attore, Wong ha lavorato come ballerino apparendo in molti video musicali con artisti quali David Bowie, Donna Summer, e Janet Jackson; al cinema ha debuttato nel film cinese Tai Pai, poi recita in un ruolo di supporto nel film statunitense China Girl ma raggiunge il successo da protagonista nel 1989 nel film Eat a Bowl of Tea. Negli anni seguenti recita in film statunitensi come New Jack City (1991) con Wesley Snipes, L'angelo del male (1998) con Christopher Walken, Romeo deve morire (2000) con Jet Li, Takedown (2000) con Tom Berenger, La tela dell'assassino (2004) con Andy García e infine La mummia - La tomba dell'Imperatore Dragone sempre accanto a Jet Li.
In televisione è apparso in diverse serie come Numb3rs, CSI - Scena del crimine, Nikita, Hawaii Five-0 e soprattutto Vanishing Son serie televisiva d'azione dove recita da protagonista e che gli garantisce un buon successo.

## Vita privata
Wong è stato sposato con la ballerina Flora Cheong-Leen fino al 2012 anno in cui la coppia ha divorziato; nel tempo libero oltre a praticare le arti marziali l'attore è appassionato di fotografia; l'attore ha una figlia Eja Robinson-Wong avuta con la ballerina statunitense Eartha Robinson; Russell Wong ha due fratelli, Michael Wong attore e modello che vive ad Hong Kong e Declan Wong.

## Filmografia parziale

### Cinema
- China Girl, regia di Abel Ferrara (1987)
- Mangia una tazza di tè (Eat a Bowl of Tea) regia di Wayne Wang (1989)
- Ombre sulla Cina - China Cry (China Cry), regia di James F. Collier (1990)
- New Jack City, regia di Mario Van Peebles (1991)
- Il circolo della fortuna e della felicità (The Joy Luck Club), regia di Wayne Wang (1993)
- L'angelo del male (The Prophecy II), regia di Greg Spence (1998)
- Romeo deve morire (Romeo Must Die), regia di Andrzej Bartkowiak (2000)
- Takedown (Track Down), regia di Joe Chappelle (2000)
- La tela dell'assassino (Twisted), regia di Philip Kaufman (2004)
- La mummia - La tomba dell'Imperatore Dragone (The Mummy: Tomb of the Dragon Emperor), regia di Rob Cohen (2008)
- Il ventaglio segreto (Snow Flower and the Secret Fan), regia di Wayne Wang (2011)
- Contract to Kill, regia di Keoni Waxman (2016)
- Escape Plan 3 - L'ultima sfida (Escape Plan: The Extractors), regia di John Herzfeld (2019)
- Clifford - Il grande cane rosso (Clifford the Big Red Dog), regia di Walt Becker (2021)

### Televisione
- Così gira il mondo (As the World Turns) – serie TV (1988)
- Un giustiziere a New York (The Equalizer) – serie TV, episodio 4x03  (1988)
- I quattro della scuola di polizia (21 Jump Street) - serie TV, episodio 3x07  (1989)
- Vanishing Son, regia di John Nicolella – film TV (1994)
- Vanishing Son II, regia di John Nicolella – film TV (1994)
- Vanishing Son III, regia di John Nicolella – film TV (1994)
- Vanishing Son IV, regia di John Nicolella – film TV (1994)
- Vanishing Son – serie TV, 13 episodi (1995)
- Hawaii Five-O, regia di Bradford May – film TV (1997)
- Il tocco di un angelo (Touched by an Angel) – serie TV, episodi 4x26-4x27 (1998)
- L'incantesimo del manoscritto (The Lost Empire), regia di Peter MacDonald – miniserie TV (2001)
- Black Sash – serie TV, 8 episodi (2003)
- Grace, regia di Tony Tilse – miniserie TV (2014)
- The Oath – serie TV, 4 episodi (2019)
- Westworld - Dove tutto è concesso (Westworld) – serie TV, 3 episodi (2020)
- NCIS - Unità anticrimine (NCIS) – serie TV, episodio 21x05 (2024)

## Doppiatori italiani
Nelle versioni in italiano delle opere in cui ha recitato, Russell Wong è stato doppiato da:
- Luca Ward in Romeo deve morire
- Roberto Certomà in La tela dell'assassino
- Saverio Indrio in CSI - Scena del crimine
- Teo Bellia in Contract to Kill
- Antonio Palumbo in Supergirl
- Sergio Lucchetti in NCIS: New Orleans
- Loris Loddi in NCIS - Unità anticrimine
- Stefano Billi in High Potential